# Баструп, Ларс
Ларс Баструп Йоргенсен (дат. Lars Bastrup Jørgensen; род. 31 июля 1955, Левринг, Виборг) — датский футболист, нападающий. Обладатель Кубка европейских чемпионов 1982/83 в составе «Гамбурга».

## Карьера
Профессиональную карьеру начал в составе «Силькеборга» в 1973 году. Уже в 1975 получил вызов в состав сборной Дании.
В декабре 1975 года перешёл в немецкий «Киккерс» из Оффенбаха. В сезоне 1975/76 забил за клуб 2 мяча в 18 играх, а «Киккерс» по итогам сезона покинул Бундеслигу. В следующем сезоне Баструп отличился 11 раз в 27 матчах, а его команда заняла третье место во второй Бундеслиге и остановилась в шаге от повышения в классе. В тот же период он на время потерял место в составе сборной.
В 1977 году вернулся в Данию и выступал за две команды из Орхуса. В 1980 году был назван Игроком года.
В 1981 году перешёл в «Гамбург», где составил атакующий дуэт с Хорстом Хрубешем. Команда, располагавшая также такими выдающимися игроками как Ули Штайн и Феликс Магат, два сезона подряд (в 1982 и 1983 годах) выиграла чемпионат ФРГ.
В 1982 году «Гамбург» дошёл до финала кубка УЕФА, где уступил «Гётеборгу». 2 марта 1983 года сделал хет-трик в ворота киевского «Динамо» в матче 1/4 финала Кубка чемпионов. В 1983 году в финале Кубка чемпионов был обыгран «Ювентус».
В 1983 году снова вернулся в Данию и выступал за «Сковбаккен» и «Икаст». В 1985 году стал лучшим бомбардиром национального чемпионата, забив 20 мячей.
За сборную Дании провёл 30 матчей, забив 10 мячей.

## Статистика

### Матчи Баструпа за сборную Дании
| Матчи Баструпа за сборную Дании | Матчи Баструпа за сборную Дании | Матчи Баструпа за сборную Дании | Матчи Баструпа за сборную Дании | Матчи Баструпа за сборную Дании | Матчи Баструпа за сборную Дании     |
| ------------------------------- | ------------------------------- | ------------------------------- | ------------------------------- | ------------------------------- | ----------------------------------- |
| №                               | Дата                            | Соперник                        | Счёт                            | Голы Баструпа                   | Соревнование                        |
| 1                               | 4 июня 1975                     | Румыния                         | 0:4                             | —                               | Олимпийские игры 1976 (отбор)       |
| 2                               | 18 июня 1975                    | Румыния                         | 1:2                             | —                               | Олимпийские игры 1976 (отбор)       |
| 3                               | 25 июня 1975                    | Финляндия                       | 2:0                             | —                               | Чемпионат Северной Европы 1972—1977 |
| 4                               | 12 октября 1975                 | Испания                         | 0:2                             | —                               | Чемпионат Европы 1976 (отбор)       |
| 5                               | 29 октября 1975                 | Шотландия                       | 1:3                             | 1                               | Чемпионат Европы 1976 (отбор)       |
| 6                               | 11 мая 1976                     | Швеция                          | 2:1                             | 1                               | Товарищеский матч                   |
| 7                               | 23 мая 1976                     | Кипр                            | 5:1                             | 2                               | Чемпионат мира 1978 (отбор)         |
| 8                               | 22 сентября 1976                | Италия                          | 0:1                             | —                               | Товарищеский матч                   |
| 9                               | 13 апреля 1977                  | Болгария                        | 1:3                             | —                               | Товарищеский матч                   |
| 10                              | 7 мая 1980                      | Швеция                          | 1:0                             | —                               | Чемпионат Северной Европы 1978—1980 |
| 11                              | 21 мая 1980                     | Испания                         | 2:2                             | 1                               | Товарищеский матч                   |
| 12                              | 4 июня 1980                     | Норвегия                        | 3:1                             | —                               | Чемпионат Северной Европы 1978—1980 |
| 13                              | 12 июля 1980                    | СССР                            | 0:2                             | —                               | Товарищеский матч                   |
| 14                              | 27 августа 1980                 | Швейцария                       | 1:1                             | 1                               | Товарищеский матч                   |
| 15                              | 27 сентября 1980                | Югославия                       | 1:2                             | —                               | Чемпионат мира 1982 (отбор)         |
| 16                              | 15 октября 1980                 | Греция                          | 0:1                             | —                               | Чемпионат мира 1982 (отбор)         |
| 17                              | 1 ноября 1980                   | Италия                          | 0:2                             | —                               | Чемпионат мира 1982 (отбор)         |
| 18                              | 19 ноября 1980                  | Люксембург                      | 4:0                             | —                               | Чемпионат мира 1982 (отбор)         |
| 19                              | 15 апреля 1981                  | Румыния                         | 2:1                             | 1                               | Товарищеский матч                   |
| 20                              | 14 мая 1981                     | Швеция                          | 2:1                             | 1                               | Чемпионат Северной Европы 1981—1983 |
| 21                              | 3 июня 1981                     | Италия                          | 3:1                             | 1                               | Чемпионат мира 1982 (отбор)         |
| 22                              | 9 сентября 1981                 | Югославия                       | 1:2                             | —                               | Чемпионат мира 1982 (отбор)         |
| 23                              | 23 сентября 1981                | Норвегия                        | 2:1                             | —                               | Чемпионат Северной Европы 1981—1983 |
| 24                              | 14 октября 1981                 | Греция                          | 3:2                             | —                               | Чемпионат мира 1982 (отбор)         |
| 25                              | 27 мая 1982                     | Бельгия                         | 1:0                             | —                               | Товарищеский матч                   |
| 26                              | 11 августа 1982                 | Финляндия                       | 3:2                             | 1                               | Чемпионат Северной Европы 1981—1983 |
| 27                              | 1 сентября 1982                 | Румыния                         | 0:1                             | —                               | Товарищеский матч                   |
| 28                              | 22 сентября 1982                | Англия                          | 2:2                             | —                               | Чемпионат Европы 1984 (отбор)       |
| 29                              | 10 ноября 1982                  | Люксембург                      | 2:1                             | —                               | Чемпионат Европы 1984 (отбор)       |
| 30                              | 27 апреля 1983                  | Греция                          | 1:0                             | —                               | Чемпионат Европы 1984 (отбор)       |

Итого: 30 матчей / 10 голов; 15 побед, 3 ничьи, 12 поражений.

## Достижения
«Гамбург»
- Чемпион ФРГ: 1981/82, 1982/83
- Кубок чемпионов: 1982/83